# Thạch Ngọc Cương
Thạch Ngọc Cương (tiếng Trung giản thể: 石玉钢, bính âm Hán ngữ: Shí Yùgāng, sinh tháng 7 năm 1965, người Miêu) là chính trị gia nước Cộng hòa Nhân dân Trung Hoa. Ông là Ủy viên dự khuyết Ủy ban Trung ương Đảng Cộng sản Trung Quốc khóa XX, hiện là Phó Bí thư chuyên chức Tỉnh ủy Vân Nam. Ông từng là Thường vụ Tỉnh ủy, Bộ trưởng Bộ Tuyên truyền Tỉnh ủy Cát Lâm; Phó Tỉnh trưởng Cát Lâm; Phó Chủ nhiệm Ủy ban Sự vụ Dân tộc Quốc gia.
Thạch Ngọc Cương là đảng viên Đảng Cộng sản Trung Quốc, học vị Cử nhân Lịch sử Trung Quốc, Thạc sĩ Dân tộc học. Ông có sự nghiệp gần 30 năm ở cơ quan dân tộc quốc gia trước khi được điều về công tác ở địa phương.

## Xuất thân và giáo dục
Thạch Ngọc Cương sinh vào tháng 7 năm 1965 ở huyện Phượng Hoàng thuộc Châu tự trị dân tộc Thổ Gia, Miêu Tương Tây, tỉnh Hồ Nam, Cộng hòa Nhân dân Trung Hoa, trong một gia đình thuần nông người Miêu vùng Phượng Hoàng cổ trấn. Ông lớn lên và tốt nghiệp cao trung ở Phượng Hoàng, đến năm 1982 thì thi cao khảo và đỗ Học viện Dân tộc Trung ương – nay là Đại học Dân tộc Trung ương, tới Bắc Kinh nhập học hệ lịch sử từ tháng 9 cùng năm, tốt nghiệp Cử nhân chuyên ngành Lịch sử Trung Quốc vào tháng 7 năm 1986. Sau đó, ông tiếp tục học chương trình nghiên cứu sinh toàn thời gian sau đại học ở Sở nghiên cứu Dân tộc của trường Dân tộc, nhận bằng Thạc sĩ Dân tộc học vào năm 1989, đồng thời cũng được kết nạp Đảng Cộng sản Trung Quốc vào tháng 8 năm này. Trong giai đoạn tháng 3–7 năm 2016, ông tham gia khóa bồi dưỡng huấn luyện cán bộ trung, thanh niên kỳ 40 tại Trường Đảng Trung ương Đảng Cộng sản Trung Quốc.

## Sự nghiệp

### Ủy ban Dân tộc
Tháng 8 năm 1989, sau 7 năm học liên tục ở trường Dân tộc, Thạch Ngọc Cương được phân tới Ủy ban Sự vụ dân tộc Quốc gia Trung Quốc, công tác ở vị trí cán bộ của Văn phòng nghiên cứu Chính sách. Trong giai đoạn 1989–97, ông lần lượt được nâng ngạch cán bộ lên phó chủ nhiệm rồi chủ nhiệm khoa viên, từng được biệt phái tham gia chương trình luân chuyển cán bộ điều về Vân Nam với vị trí Trợ lý Trưởng ban Công tác Nông thôn của Huyện ủy Huyện tự trị dân tộc Di Nga Sơn từ tháng 11 năm 1989 đến tháng 11 năm 1990; phân công làm Thư ký của Trung tâm nghiên cứu Vấn đề dân tộc của Ủy ban Dân tộc từ tháng 1 năm 1993 đến tháng 1 năm 1996. Sau đó, giai đoạn 1997–2000, ông lần lượt được bổ nhiệm làm Trợ lý của ba Điều nghiên viên ở Văn phòng nghiên cứu Chính sách, ở Sảnh Văn phòng, và ở Ty Kinh tế và Xóa đói giảm nghèo của Ủy ban Dân tộc, rồi một lần nữa được biệt phái tham gia chương trình công tác nông thôn tới Quảng Tây với vị trí Phó Huyện trưởng huyện Đức Bảo từ tháng 4 năm 1998 đến tháng 3 năm 2000. Giữa năm này, ông nhậm chức Phó Trưởng phòng Tài chính của Ty Kinh tế Ủy ban Dân tộc, là Điều nghiên viên Phòng Thư ký thứ 2 của Sảnh Văn phòng Ủy ban Dân tộc từ năm 2001. Đến năm 2003, ông được điều chuyển làm Phó Chủ nhiệm Văn phòng nghiên cứu Chính sách lý luận dân tộc, cho đến năm 2009 thì thăng chức làm Ty trưởng Ty Pháp quy chính sách của Ủy ban. Năm 2011, ông trở lại văn phòng nghiên cứu cũ làm Chủ nhiệm cho đến ngày 28 tháng 7 năm 2017 thì được thăng chức làm Phó Chủ nhiệm Ủy ban Sự vụ Dân tộc Quốc gia, cấp phó bộ trưởng.

### Địa phương
Năm 2018, sau gần 30 năm công tác ở Ủy ban Dân tộc từ 1989, cộng thêm 7 năm học ở trường Dân tộc – một ngôi trường thuộc Ủy ban Dân tộc, Thạch Ngọc Cương được điều về Cát Lâm, được bổ nhiệm làm Phó Tỉnh trưởng Cát Lâm, Thành viên Đảng tổ Chính phủ Nhân dân tỉnh Cát Lâm. Sang tháng 7 năm 2019, ông được bầu vào Ủy ban Thường vụ Tỉnh ủy, nhậm chức Bộ trưởng Bộ Tuyên truyền Tỉnh ủy Cát Lâm. Sang tháng 11 năm 2021, ông tiếp tục được điều chuyển và lần này Vân Nam, đảm nhiệm vị trí Phó Bí thư chuyên chức Tỉnh ủy Vân Nam, kiêm nhiệm Hiệu trưởng Trường Đảng Tỉnh ủy, Viện trưởng Học viện Hành chính Vân Nam. Năm 2022, ông được bầu là đại biểu của đoàn Vân Nam dự Đại hội Đảng Cộng sản Trung Quốc lần thứ XX. Trong quá trình bầu cử tại đại hội, ông được bầu là Ủy viên dự khuyết Ủy ban Trung ương Đảng Cộng sản Trung Quốc khóa XX.